# Guiping
Guiping is een stad in de prefectuur Guigang in de zuidelijke regio Guangxi, Volksrepubliek China. Bij de volkstelling van 2020 had de stad 652.210 inwoners.